# Псебепс

Бассейн Кубани

Псебепс (адыг. Псыбэпс) — река в России, протекает по территории Крымского района Краснодарского края, раньше был левым притоком Адагума (бассейн реки Кубань). Длина реки — 37 км, площадь водосборного бассейна — 146 км².
Берёт начало из родника в лесном массиве севернее посёлка Верхнебаканский. Устье реки находится сейчас в Варнавинском сбросном канале. У реки есть 2 крупных притока: на 7 км — река Батиевка (длиной 5 км), на 13 км — река Сибзирь (длиной 8,5 км).

## Этимология
Название переводится с адыгейского как «многоречье».

## Данные водного реестра
По данным государственного водного реестра России относится к Кубанскому бассейновому округу, водохозяйственный участок реки — Варнавинский Сбросной канал. Речной бассейн реки — Кубань.
Код объекта в государственном водном реестре — 06020002012108100006184.